# Bicellariella bonsai
Bicellariella bonsai is een mosdiertjessoort uit de familie van de Bugulidae. De wetenschappelijke naam van de soort is voor het eerst geldig gepubliceerd in 2007 door Florence, Hayward & Gibbons.